# Hymn till friheten (Ivan Gundulić)
Hymn till friheten (kroatiska: Himna slobodi) eller Ode till friheten (Oda slobodi) är en kroatisk hymn komponerad år 1926 av Jakov Gotovac. Texten (dikten) är hämtad från pastoralen Dubravka som skrevs år 1628 av Ivan Gundulić. Den har sex verser och totalt 42 ord. Det grundläggande budskapet i dikten är att friheten är en oöverträffbar tillgång.
Hymnen förknippas med Dubrovnik och är en historisk symbol för den längtan efter frihet som den forna republiken Dubrovnik strävade efter. Den framförs bland annat traditionsenligt vid öppnandet av Dubrovniks sommarfestival.

### Fotnoter
1. 1 2 3  ”Main celebration of Croatia's accession to the European Union” (på engelska) ( PDF). Kroatiska regeringen. 1 juli 2013. Arkiverad från originalet den 5 december 2014. https://web.archive.org/web/20141205060936/https://vlada.gov.hr/UserDocsImages//Materijali%20za%20istaknuto/2014/CroatiaEU//HR%2CEU%20-%20programme_eng.pdf. Läst 26 november 2014.